# 宋子貞
宋子貞（1186年—1266年），字周臣，元朝大臣，潞州长子县（今山西省长子县）人，元世祖时中书省平章政事。
开始依附大名守将彭义斌，后来率领众人投奔东平府严实，用他为评议官，兼提举学校。蒙古军破开封府，百姓流离失所，宋子貞经常赈济救助，招抚流亡士人。1235年，被任命为行台右司郎中。行台所管辖的五十余城，州县之官很多不通政事，甚至一起搜刮百姓。他根据前朝观察的制度，纠察官吏，黜贪奖廉，并罢将校部曲户归籍州县。1240年，授参议东平路事，兼提举太常礼乐，立庙学，倡习儒家经艺。1259年，忽必烈南下攻打南宋，召他相问方略，他建议不要嗜杀。中统元年（1260年），担任益都路宣抚使。入觐，拜右三部尚书。宋子贞参与裁定新立省部典章制度。李璮据济南叛乱，宋子贞参议军前行中书省事，平定李璮。宋子贞上书十事，建议严选举、立国学、定律令、轻赋税。至元二年（1265年），开始废除州县官世袭。派宋子贞与左丞相耶律铸行山东，回京后，授翰林学士，参议中书省事。奏请班俸禄，定职田。不久拜中书平章政事，再上时务十二策。至元三年（1266年）十一月，以年老辞官。忽必烈敕中书，有大事到他家访问。宋子贞卒年八十一岁。

## 延伸阅读
[在维基数据编辑]
 在维基文库阅读此作者作品
 《元史·卷159》，出自宋濂《元史》
 《新元史/卷158》，出自柯劭忞《新元史》